# San Fernando (Trinidad i Tobago)
San Fernando je grad na otoku Trinidadu, Trinidad i Tobago. Prema popisi iz 2011. godine ima 50.208 stanovnika. Smješten je na jugozapadnom dijelu otoka, na obalama zaljeva Paria te zauzima 18 km2 površine. San Fernando je na sjeveru omeđen rijekom Guaracara, na jugu je Oropouche, a na istoku prolazi magistralna cesta Sir Solomon Hochoy koja ga povezuje s Chaguanasom na sjeveru. 
Grad je 1784. godine osnovao španjolski guverner José Maria Chacón pod nazivom San Fernando de Naparima, ali se nastavak "de Naparima" u međuvremenu izgubio. Za razvoj grada najzaslužnija je u 18. i 19. stoljeću bila proizvodnja šećera u okolici, pa je tako grad jedno vrijeme imao najveću rafineriju šećera na svijetu. Nakon drugog svjetskog rata važnu ulogu na razvoj grada je imala rafinerija nafte u Pointe-à-Pierreu. Status grada dobio je 22. studenog 1988. Početkom 1990-ih granice grada su proširene pa su tako u okvire grada ušla brojna predgrađa.

## Poznate osobe
- Hasely Crawford, atletičar
- Noor Hassanali, bivši predsjednik (1987. – 1997.)
- George Maxwell Richards, bivši predsjednik (2003. – 2013.)